# Губенкове
Губе́нкове — село в Україні, у Іршанській селищній територіальній громаді Коростенського району Житомирської області. Населення становить 152 особи (2001).

## Населення
За даними перепису 2001 року населення села становило 152 особи, з них усі 100 % зазначили рідною українську мову.

## Історія
У 1906 році — Губинка, урочище Фасівської волості Житомирського повіту Волинської губернії. Відстань від повітового міста 50 верст, від волості 15. Дворів 5, мешканців 15.
До 10 серпня 2015 року село входило до складу Добринської сільської ради Володарсько-Волинського району Житомирської області.